# Spilosoma hampsoni
Spilosoma hampsoni är en fjärilsart som beskrevs av Rothschild 1914. Spilosoma hampsoni ingår i släktet Spilosoma och familjen björnspinnare. Inga underarter finns listade i Catalogue of Life.